# チャイナタウン (シンガポール)

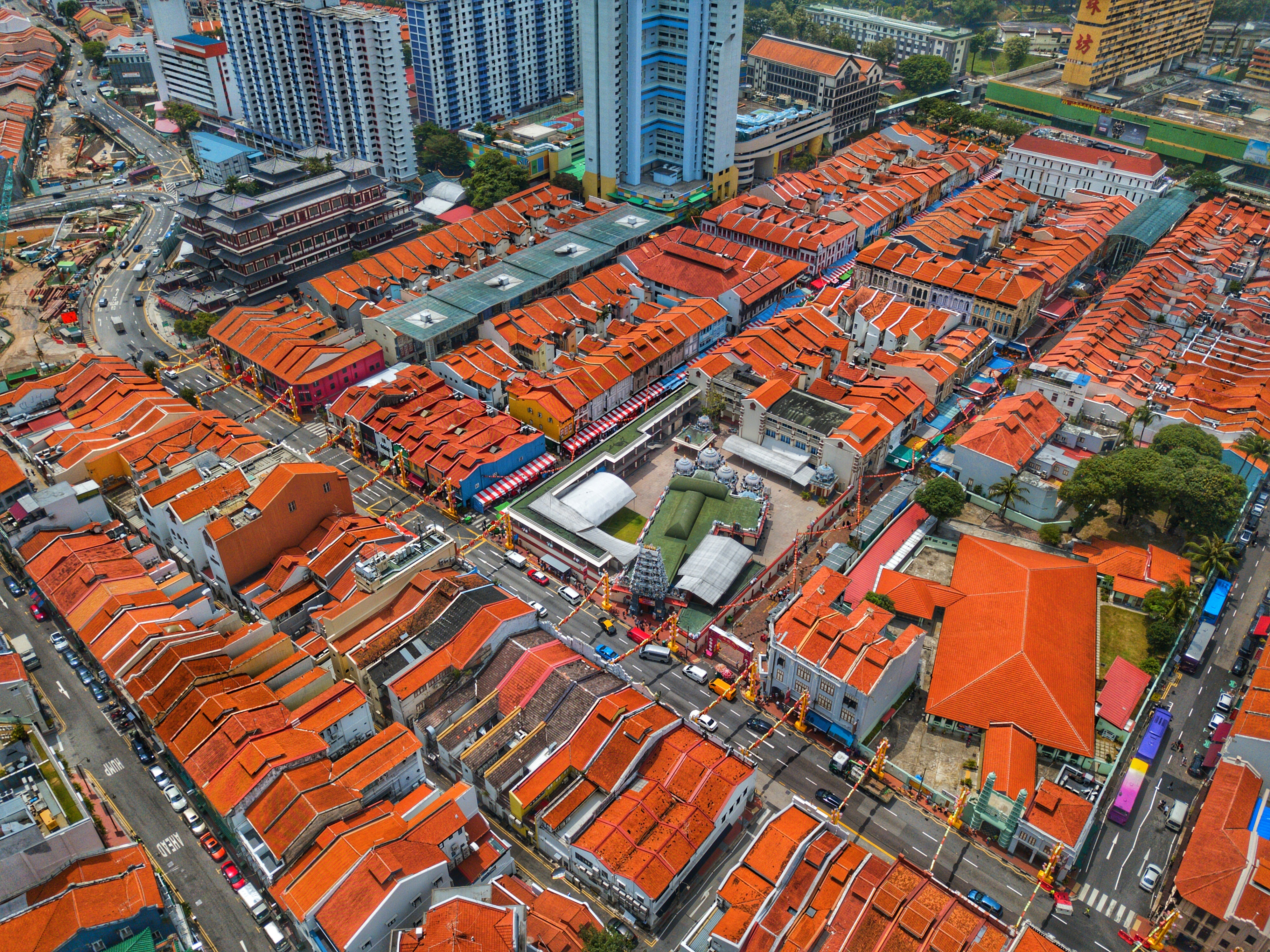
上から　戦前の古い街並みが残る

チャイナタウン（英文表記: Chinatown、中文表記: 牛车水）はシンガポールのオートラム（Outram）にある中華街。シンガポールの歴史上、重要な華人集住地であり、観光スポットになっている。

## 名称について
シンガポールのチャイナタウンは、中国語では牛車水（簡体字中国語: 牛车水、拼音: Niúchēshuǐ、閩南語発音: Gû-chia-chúi）と表記される。これは、華人が多く当地に居住し始めた当時、シンガポール全島でまだ給水設備がなかったので、安祥山（Ann Siang Hill）と史必霊街（Spring Street）の井戸水を牛車で当地まで運んでいた。つまり、牛車で水を運んでいた地区ということで、「牛車水」と名付けられた。

## 沿革

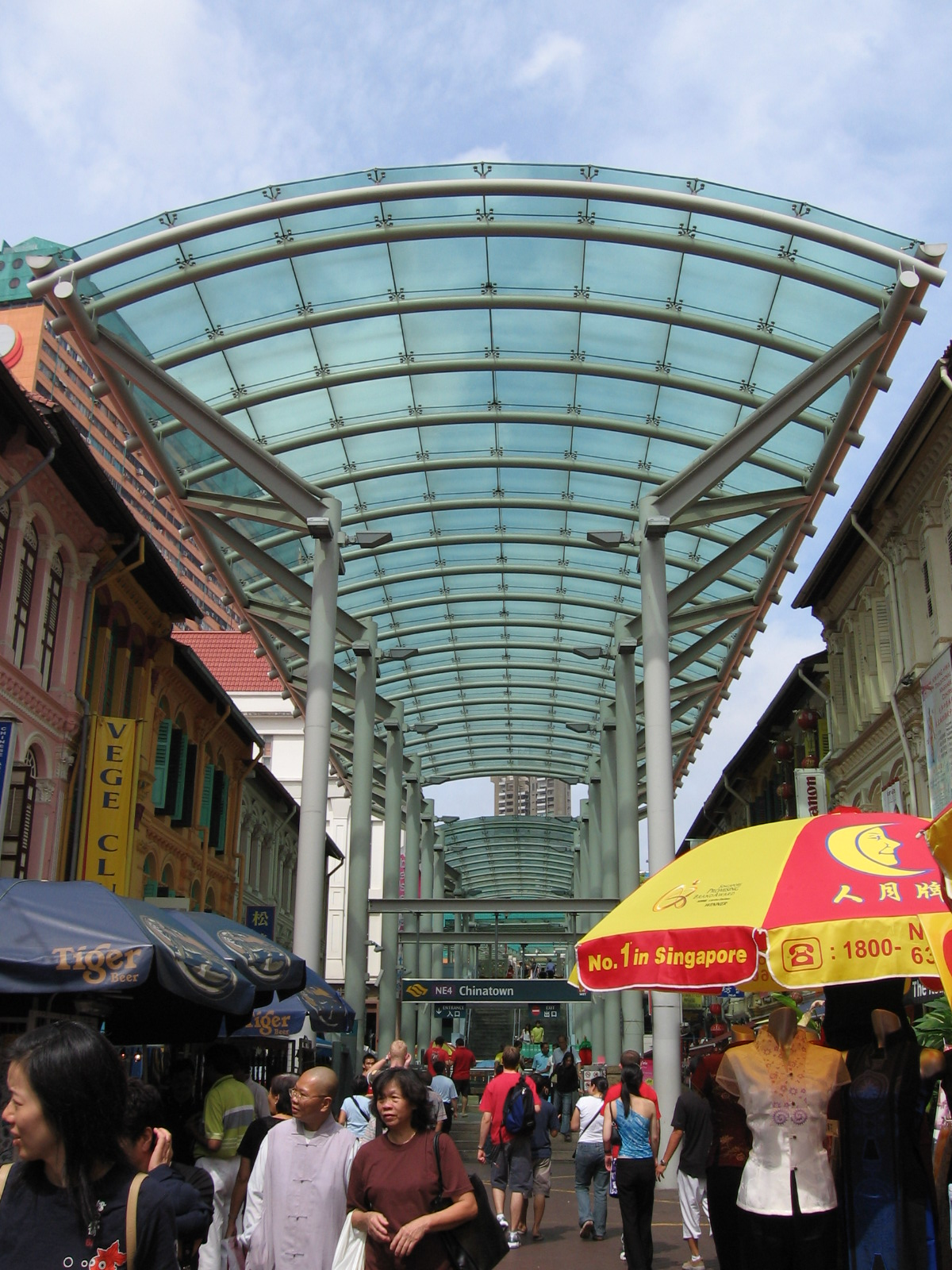
MRTチャイナタウン駅前

- 1330年：中国元代の商人で航海家である汪大淵が単馬錫[3]を訪問し、牛車水に華人の集落があったと記録している。
- 1819年：イギリス人トーマス・ラッフルズがシンガポールに上陸する前、中国から南下してきた労働者は、当地でビンロウやコショウの栽培に従事していた。以後も南下してくる華人はますます多くなり、ラッフルズはシンガポール川南西部の船碼頭（Boat Quay）に沿った一帯の地区を華人居住区とした。
- 1822年：トーマス・ラッフルズは、シンガポールの都市計画を推し進め、牛車水は、華人移民の居住区と定めた。以後、シンガポールの発展と人口増加により、牛車水は過密となり、華人移民はシンガポールの他の地区に住むようになった。
- 1960年代：公営住宅の供給により、牛車水の過密な状態は緩和された。

## 近隣
- 芳林公園（Hong Lim Park）
- タンジョン・パガー（Tanjong Pagar）
- クラーク・キー（Clarke Quay） －　不夜区として有名。バー、レストラン、ナイトクラブなどが多い地区
- ラッフルズ・プレイス（Raffles Place）　－ 商業地区

## 主要街道

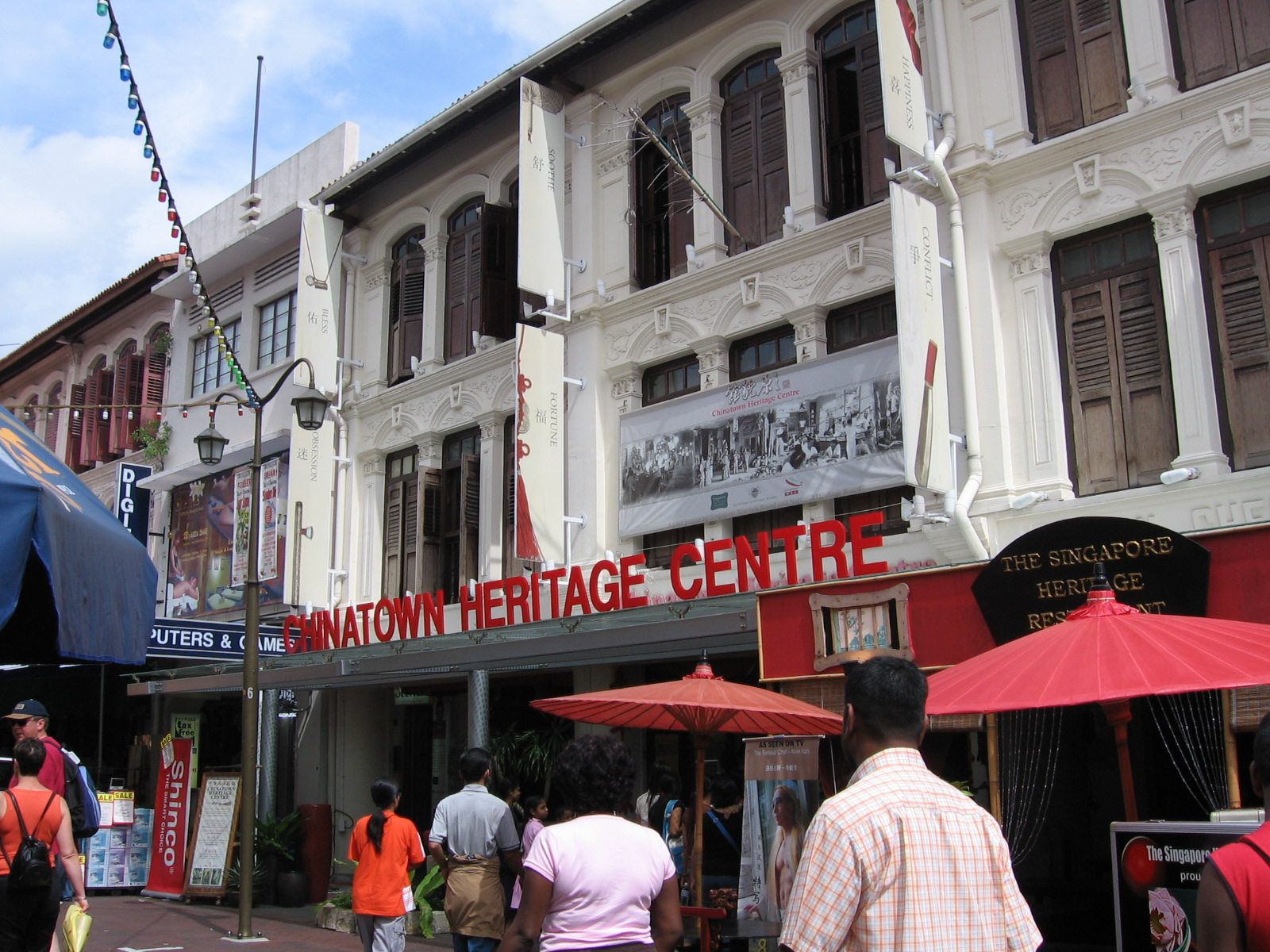
宝塔街（Pagoda Street)

- Amoy Street（厦門街）‐ 中国福建省のアモイ市から命名。
- Ann Siang Road（安祥路） - マラッカ州の商人謝安祥（Chia Ann Siang）から命名。
- Boon Tat Street（文達街）‐ シンガポールの商人黄文達（Ong Boon Tat）から命名。
- Club Street（客納街）‐　19世紀末から20世紀初め頃までの中国式会館から命名。
- Dickenson Hill Road（狄更生山路）　‐　植民時期の宣教師J. T. Dickensonから命名。
- Erskine Road（厄士金路）　‐　19世紀のイギリス植民地商人Samuel Erskinから命名。
- Eu Tong Sen Street（余東旋街）　‐　マレーシア商人余東旋から命名。
- Hokien Street（福建街）　‐　シンガポールの華人のルーツである中国福建省から命名。
- Jiak Chuan Road（若泉路）　‐　シンガポール商人陳金声（Tan Kim Seng）の孫である陳若泉から命名。
- Keong Saik Road（恭錫路）　‐　マレーシア商人陳恭錫（Tan Keong Saik）から命名。
- McCallum Street（麦卡南街）- 植民地時代のHenry Edward McCallum少佐から命名。
- Mosque Street（摩士街） - 同区にある詹美回教堂（Masjid Jamae）から命名。
- Pagoda Street（宝塔街） - 詹美回教堂（Masjid Jamae）から命名。
- Sago Street（碩莪街） - 当時の西米（Sago）粉廠から命名。
- Smith Street（史密斯街） - 海峡植民地総督セシル・クレメンティ・スミス卿（Sir Cecil Clementi Smith）より命名。
- Teck Lim Road（徳霖路） - 華商黄徳霖（Ong Teck Lim）より命名。
- Telok Ayer Street（直落亜逸街） - 既に消失した直落亜逸湾より命名。
- Temple Street（登婆街） - 同区にあるヒンドゥー教のスリ・マリアマン寺院（Sri Mariamman Temple）より命名。
  - 牛車水以外は、政府公式の街道名はないため、現地の約束事、通称による翻訳名や歴史的資料を参考とした。

## 交通
- MRTチャイナタウン駅 - 宝塔街（Pagoda Street，俗称、広合源街）と新橋路（New Bridge Road，俗称、二馬路）にある。